# San Basso
San Basso és una església del sestiere de San Marco (Venècia, Itàlia). L'església, construïda en estil barroc, és entre els edificis annexos de la Torre del Rellotge.